# Lonicera dasystyla
Lonicera dasystyla är en kaprifolväxtart som beskrevs av Alfred Rehder. Lonicera dasystyla ingår i släktet tryar, och familjen kaprifolväxter. Inga underarter finns listade i Catalogue of Life.